# Самойлов, Николай Александрович (футболист)
Никола́й Алекса́ндрович Само́йлов (3 января 1980, Урюпинск, СССР) — российский футболист, защитник.

## Карьера игрока
Начинал карьеру в волгоградском «Роторе». Долгое время играл за второй состав команды в Третьей лиге и Втором дивизионе, наконец в 2000 году дебютировал в Высшей лиге за основной состав команды. Всего в течение 2 сезонов сыграл за него 18 матчей, после чего стал игроком астраханского клуба «Волгарь-Газпром». В 2003 году вернулся в «Ротор», однако сыграл за него лишь один матч. В последующие сезоны играл за стерлитамакский «Содовик», саранскую «Мордовию», а в 2006 году перешёл в новосибирскую «Сибирь».
В составе сибиряков Самойлов провёл четыре сезона, в 2009 году был частью команды, выигравшей путёвку в Премьер-лигу. Однако места в обновлённом составе команды ему не нашлось, и в 2010 году он подписал контракт с екатеринбургским «Уралом».